# Adrià de Montigny
Adrià de Montigny (vers 1570-1615) era un pintor del Renaixement, originari de la regió de Valenciennes (comtat d'Hainaut, ara a França). Com hi ha molts pobles que es diuen Montignies o Montigny, l'ortografia encara no va ser fixada, i el seu origen queda incert. L'escut personal que va triar ressembla el segell escabí de Montignies-sur-Roc, a uns vint quilòmetres de Valenciennes, cosa que podria ser una indicació del lloc on hauria pogut nàixer vers 1570.
Van documentar-se treballs seus des del 1590 als comptes de Valenciennes, i factures del 1596 de la confraria dels sastres i de la decoració per a l'entrada solemne de l'arxiduc Albert VII d'Àustria. La seva única obra coneguda són els Àlbums de Croÿ, una sèrie de més de 2.500 guaixos sobre pergamí pintats de 1598 a 1611. Representen les propietats i feus del duc Carles III de Croÿ, un latifundista i noble dels Països Baixos espanyols i gran d'Espanya, així com les províncies on aquest va exercir un càrrec per a l'administració espanyola. Montigny era molt probablement al servei exclusiu de Carles III, el territori del qual recorria d'estiu per a fer esbossos que durant l'hivern passava a net. Fins avui, de l'obra d'Adrià de Montigny queda un fons documental valuós sobre l'arquitectura de la fi del segle xvi i l'inici del segle xvii. De vegades, es permet certes llibertats en juxtaposar a les seues pintures els edificis pertanyents a un lloc, quan de fet no s'haurien pogut veure tots des del mateix punt on va posar el seu cavallet.
Va morir a Valenciennes el 21 d'octubre de 1615. La seva dona, Joana Fréhault, va continuar el seu taller, amb l'ajuda de dues de les seves filles, Jacquelina i Maria.
De 1989 a 1996, el Gemeentekrediet-Crédit Communal, la banca pública de crèdit dels municipis de Bèlgica (avui desapareguda després d'una fusió i privatització poc exitoses) va publicar a l'ocasió del seu 150è aniversari, la quasi totalitat de l'obra de Montigny. Aquesta edició de més de huit mil pàgines, sota la direcció de l'historiador Jean-Marie Duvosquel, pot considerar-se com a titànica, quan es té en compte que, al llarg del temps, la col·lecció de Carles III va ser dispersada a Alemanya, Bèlgica, França, Txèquia i Àustria i que certs àlbums van ser deslligats per a vendre els guaixos un per un.

## Unes obres destacades

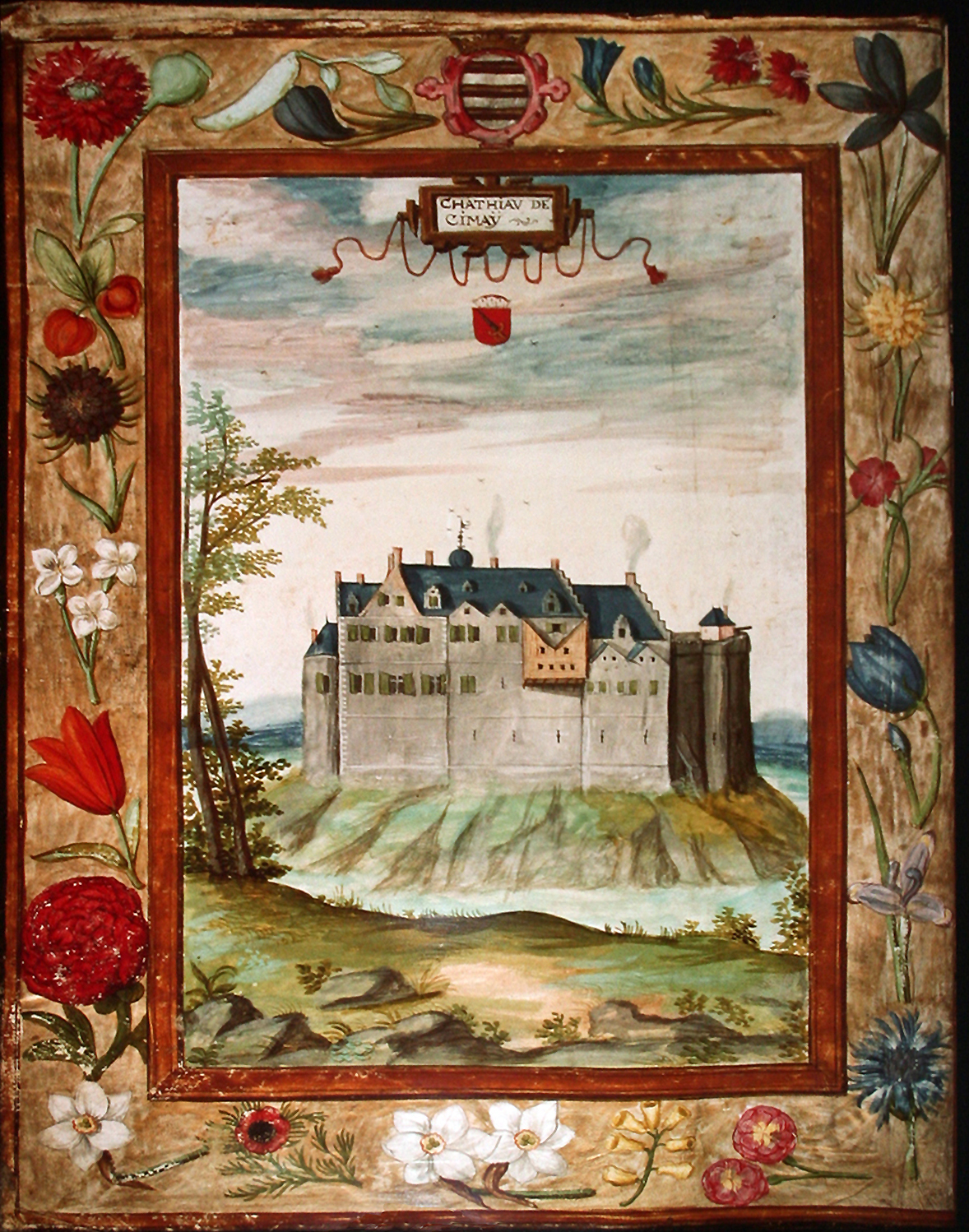
El castell de Chimay
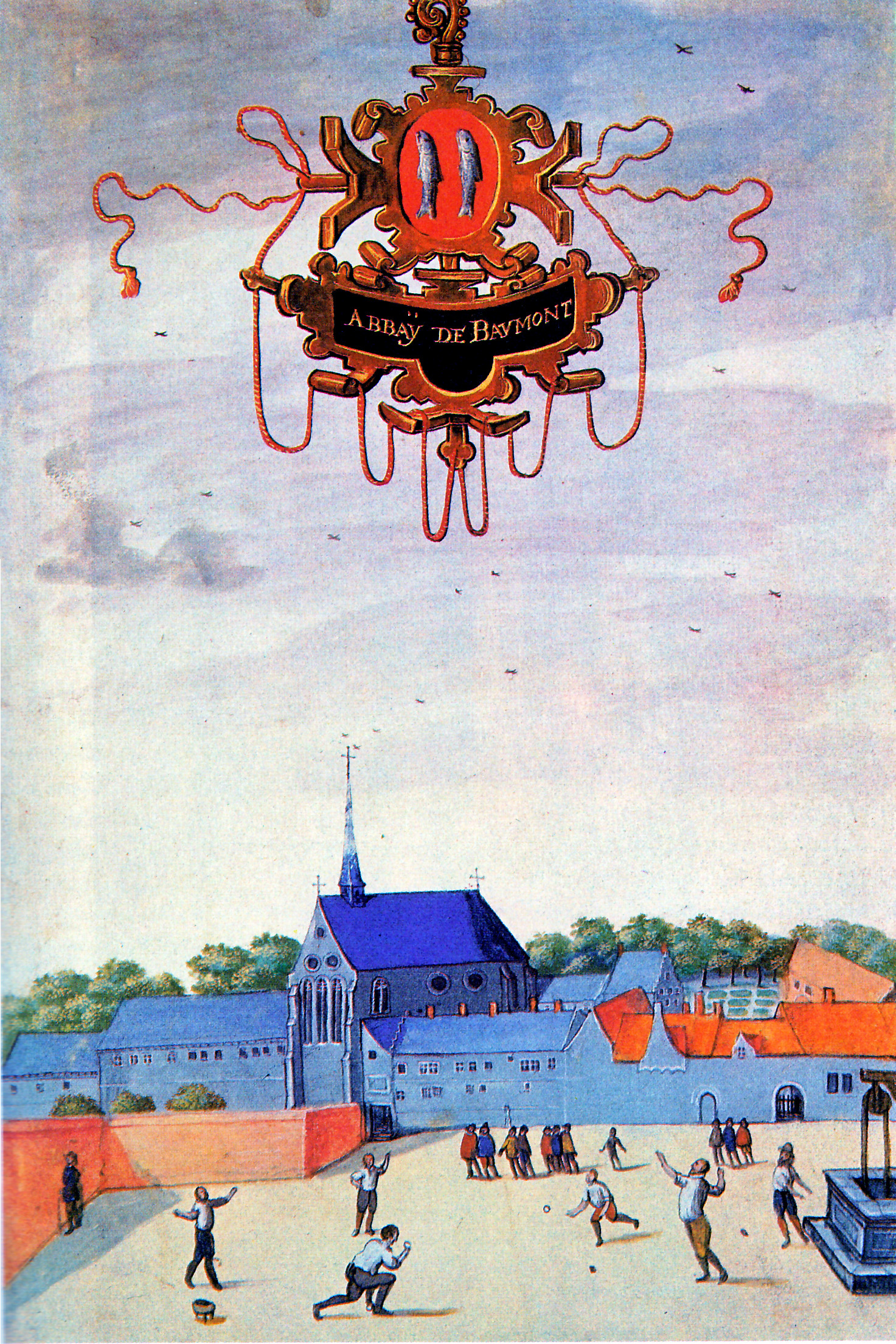
Abadia de Beaumont
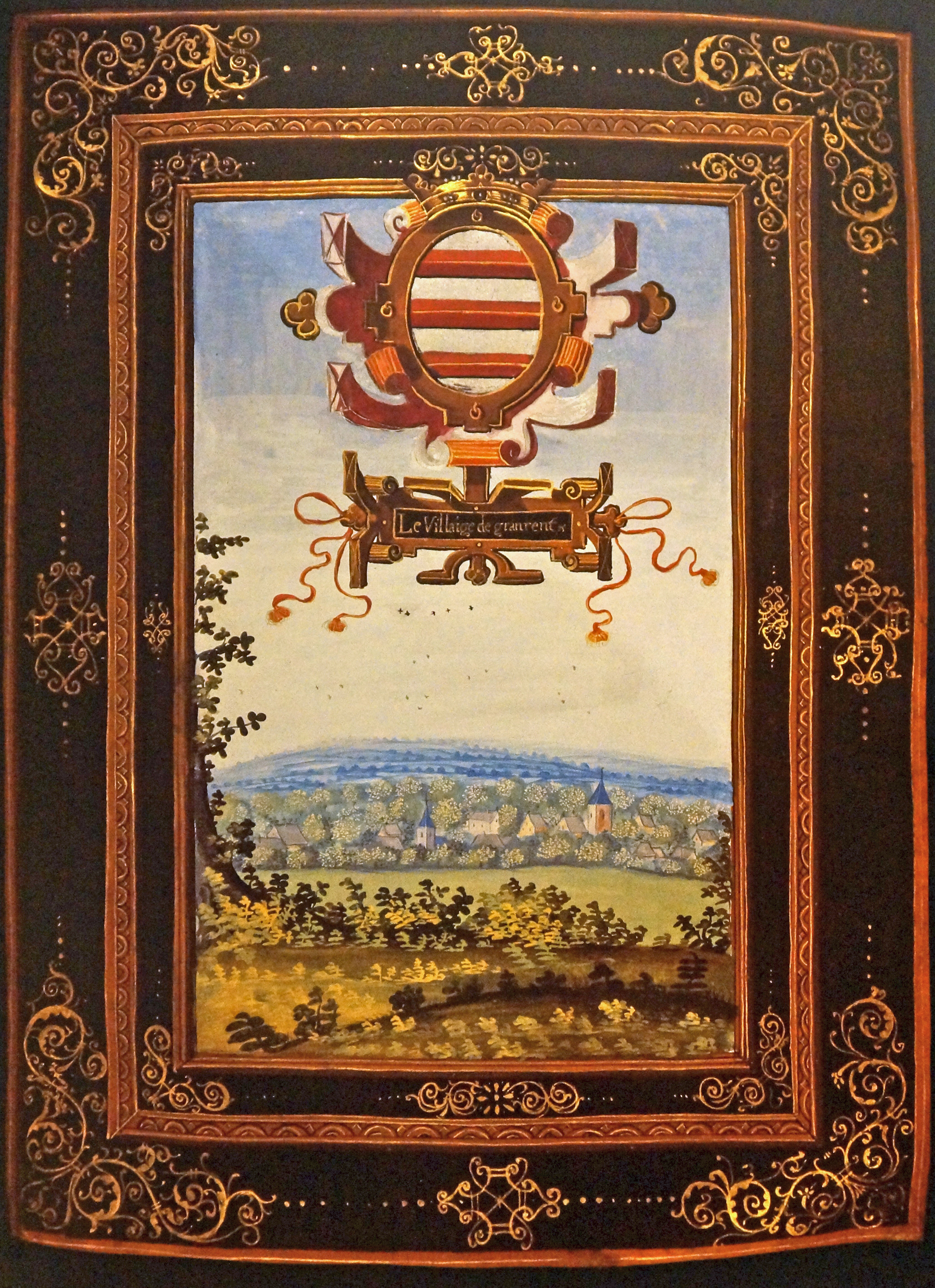
Grand-Reng